# 托尔西亚克
托尔西亚克（法語：Torsiac，法語發音：[tɔʁsjak]）是法国上卢瓦尔省的一个市镇，位于该省西北部，属于布里尤德区。

## 地理
托尔西亚克（45°21'3"N, 3°13'1"E）面积9.06 平方千米，位于法国奥弗涅-罗讷-阿尔卑斯大区上盧瓦爾省，该省份为法国中南部省份，北起多姆山省和卢瓦尔省，西接康塔爾省，南至洛泽尔省，东临阿尔代什省。
与托尔西亚克接壤的市镇（或旧市镇、城区）包括：布莱勒、莱奥图万、阿普沙。

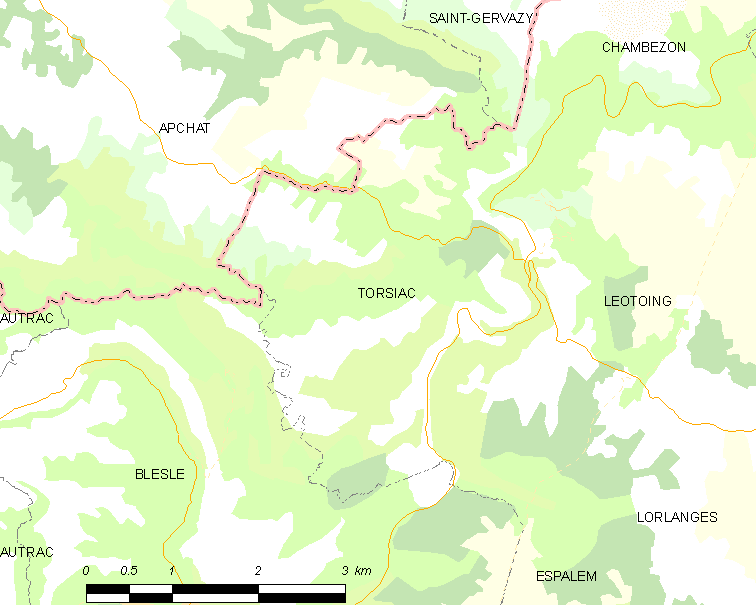
托尔西亚克的OSM定位图

托尔西亚克的时区为UTC+01:00、UTC+02:00（夏令时）。

## 行政
托尔西亚克的邮政编码为43450，INSEE市镇编码为43247。

## 政治
托尔西亚克所属的省级选区为圣弗洛里娜县。

## 人口

1962-2008年间托尔西亚克人口变化图示

托尔西亚克于2022年1月1日时的人口数量为65人。